# Protohormaphis piceae
Protohormaphis piceae är en insektsart. Protohormaphis piceae ingår i släktet Protohormaphis och familjen långrörsbladlöss. Inga underarter finns listade i Catalogue of Life.